# Roodbuikzwaluw
De roodbuikzwaluw (Cecropis badia)  is een zangvogel uit de familie van de zwaluwen (Hirundinidae). Dit taxon werd in 1853 door de Amerikaanse vogelkundige John Cassin geldig beschreven.

## Verspreiding en leefgebied
Deze zwaluw komt alleen voor op het schiereiland Malakka.

## Status
De roodbuikzwaluw komt niet als aparte soort voor op de lijst van het IUCN, maar is daar een ondersoort van de oostelijke roodstuitzwaluw (Cecrops daurica).